# Russische Kronjuwelen

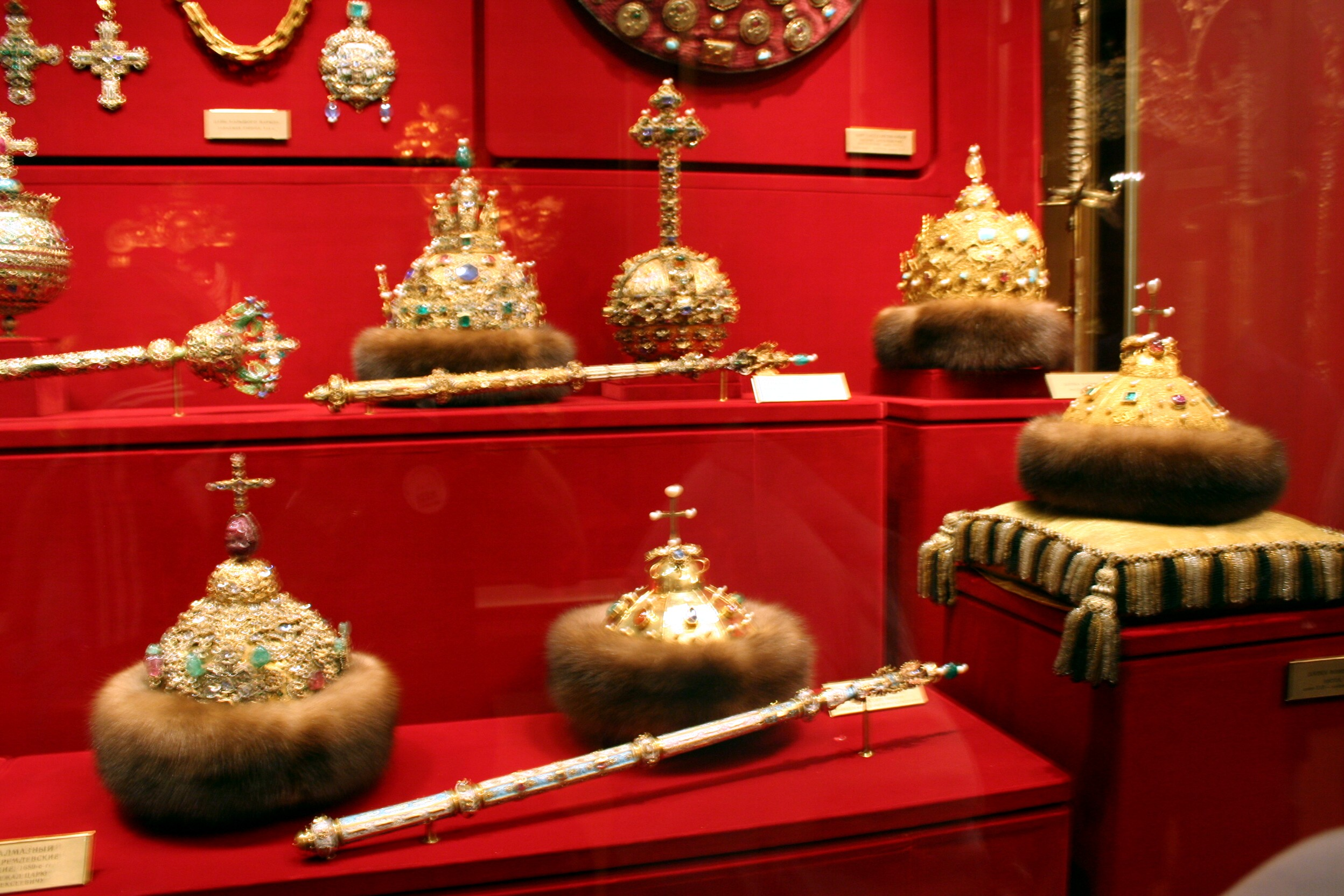
Russische historische Insignien im Kreml.

Die russischen Kronjuwelen umfassen die Regalien der russischen Monarchie. Die Sammlung der Kronjuwelen der russischen Zaren ist sehr umfangreich und befindet sich im Kreml in Moskau.

## Beschreibung (Auswahl)

### Mütze des Monomach
Die Mütze des Monomach (russisch Шапка Мономаха, Schapka Monomacha) ist eines der Symbole russischer Autokratie und wird derzeit in der Schatzkammer des Moskauer Kremls ausgestellt. Sie war die Krönungsinsignie aller gekrönten Großfürsten von Moskau und Zaren von Dmitri Donskoi bis Peter I.

### Ikonenreliquiar des Wahren Kreuzes
Das Ikonenreliquiar des Wahren Kreuzes ist ein aus dem 11. Jahrhundert stammendes Kreuz aus einem Fragment des Wahren Kreuzes und einer Panagia mit drei Steinen aus dem Heiligen Grab und der Abdeckung des Grabes Jesu. Boris Godunow ließ diese Insigne Anfang des 17. Jahrhunderts nach Moskau bringen. Das Kreuz wurde aber vermutlich schon 1547 von russischen Zaren getragen.

### Orlow-Diamant
Der Orlow-Diamant (auch Orloff-Diamant der Zarin Katharina II. genannt) ist ein 189,62-karätiger (37,924 g) Diamant. Der Stein gehört zu den berühmtesten Diamanten der Welt.

## Galerie (Auswahl)

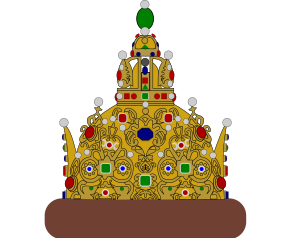
Die Krone aus der „Großen Sammlung“, die Astrahan Krone
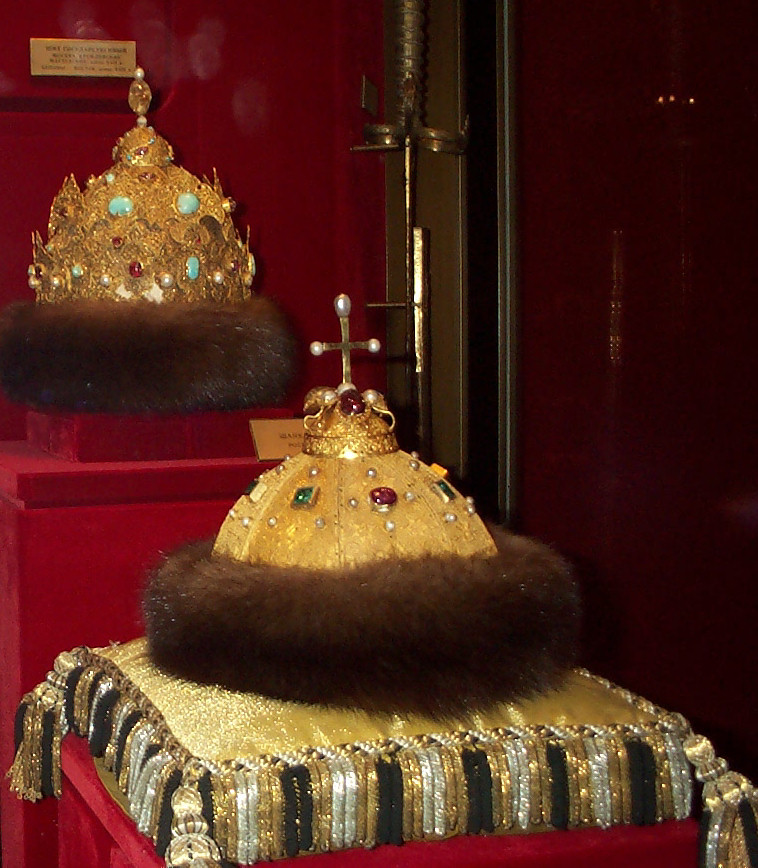
Zwei ältere russische Kronen – Mütze des Monomach und die Kazan Krone
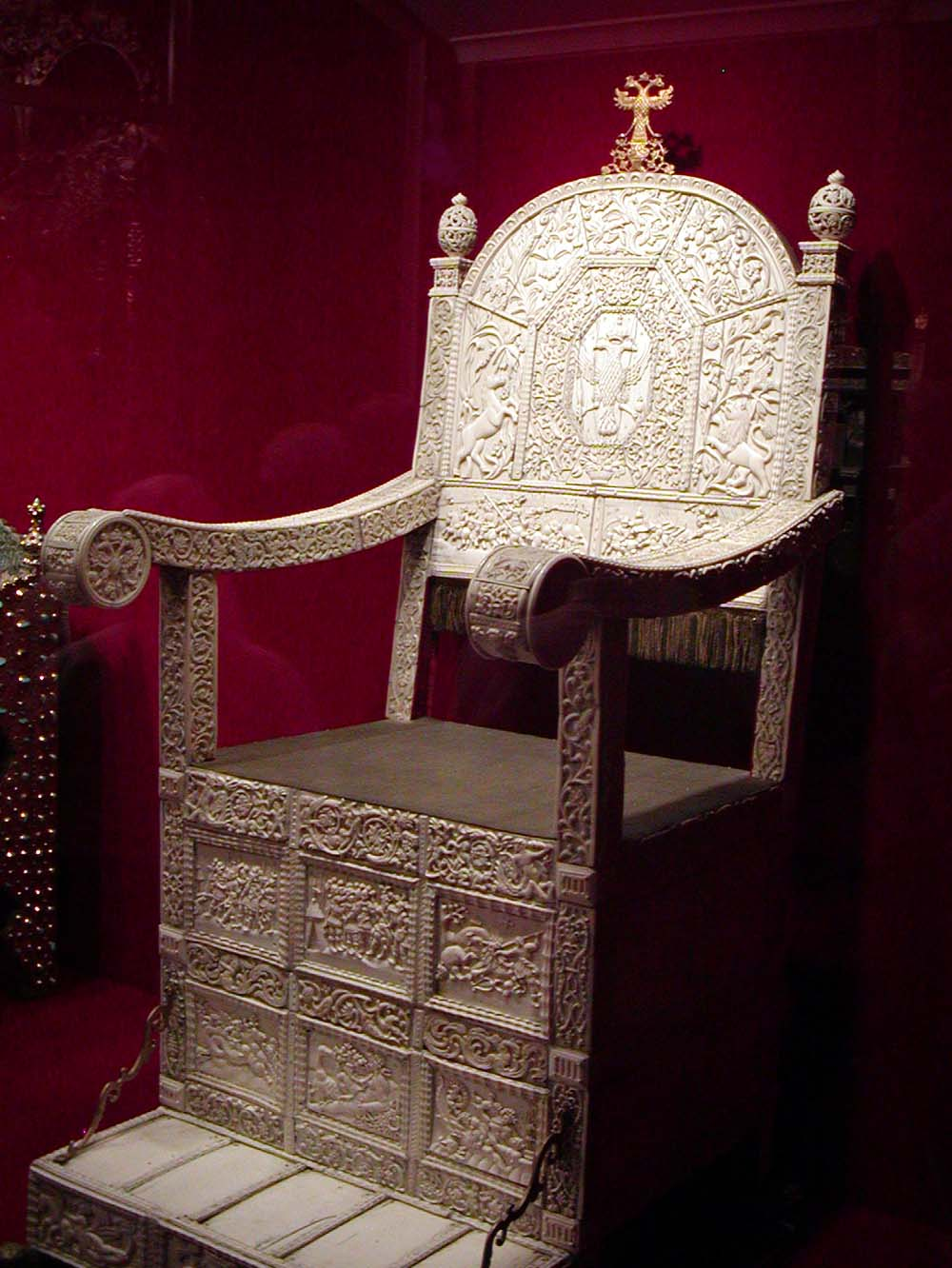
Elfenbein Thron von Iwan IV.
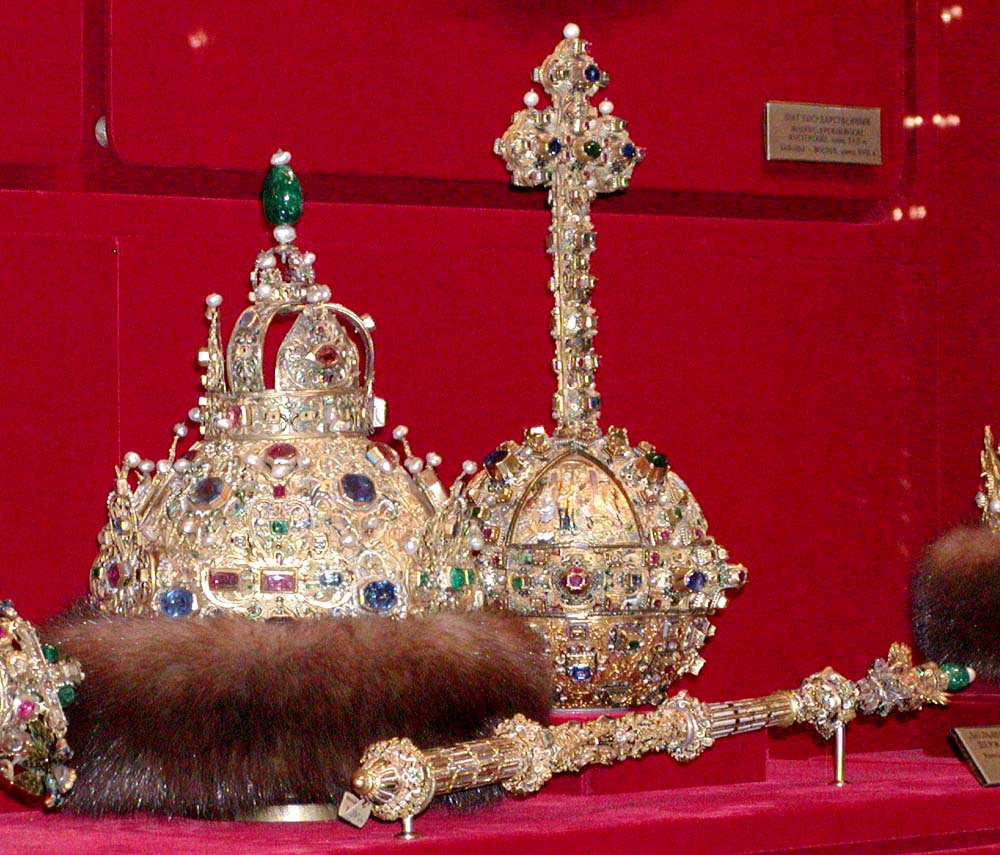
„Große Sammlung“: die Krone von Zar Michael I. mit Reichsapfel und Szepter von Boris Godunow
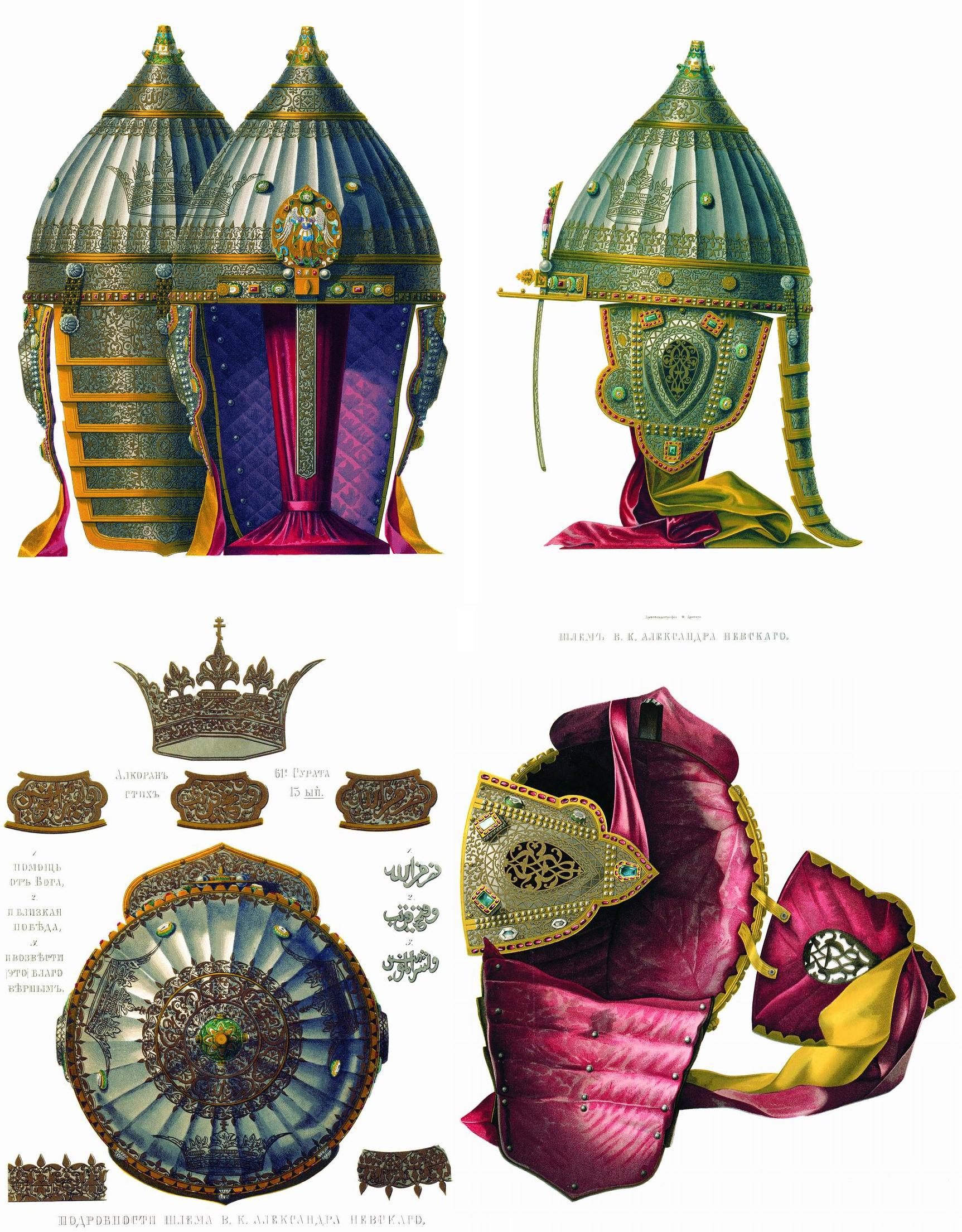
Königliche Helme auf einem Bild des 19. Jahrhunderts
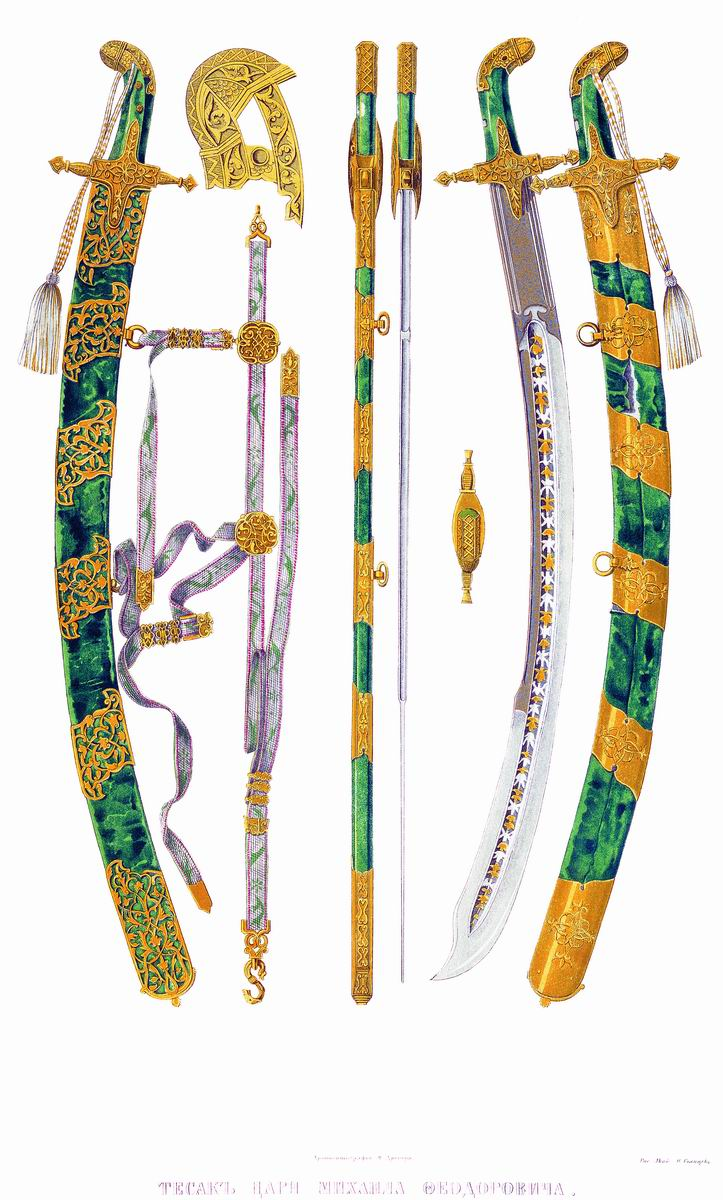
Breitschwert von Zar Michael I. auf einem Bild des 19. Jahrhunderts
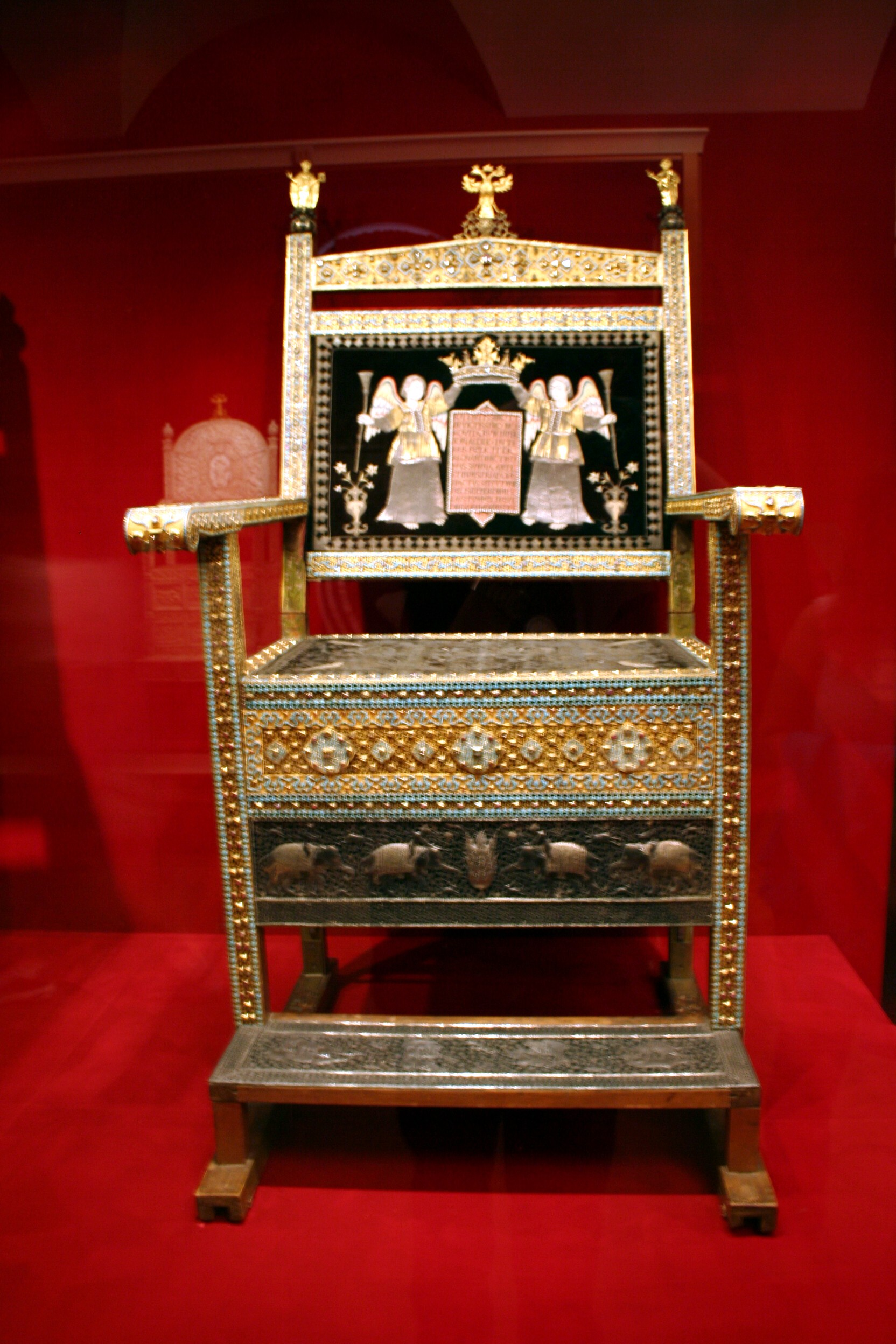
Diamantenthron von Zar Alexei I., in der Rüstkammer des Kreml
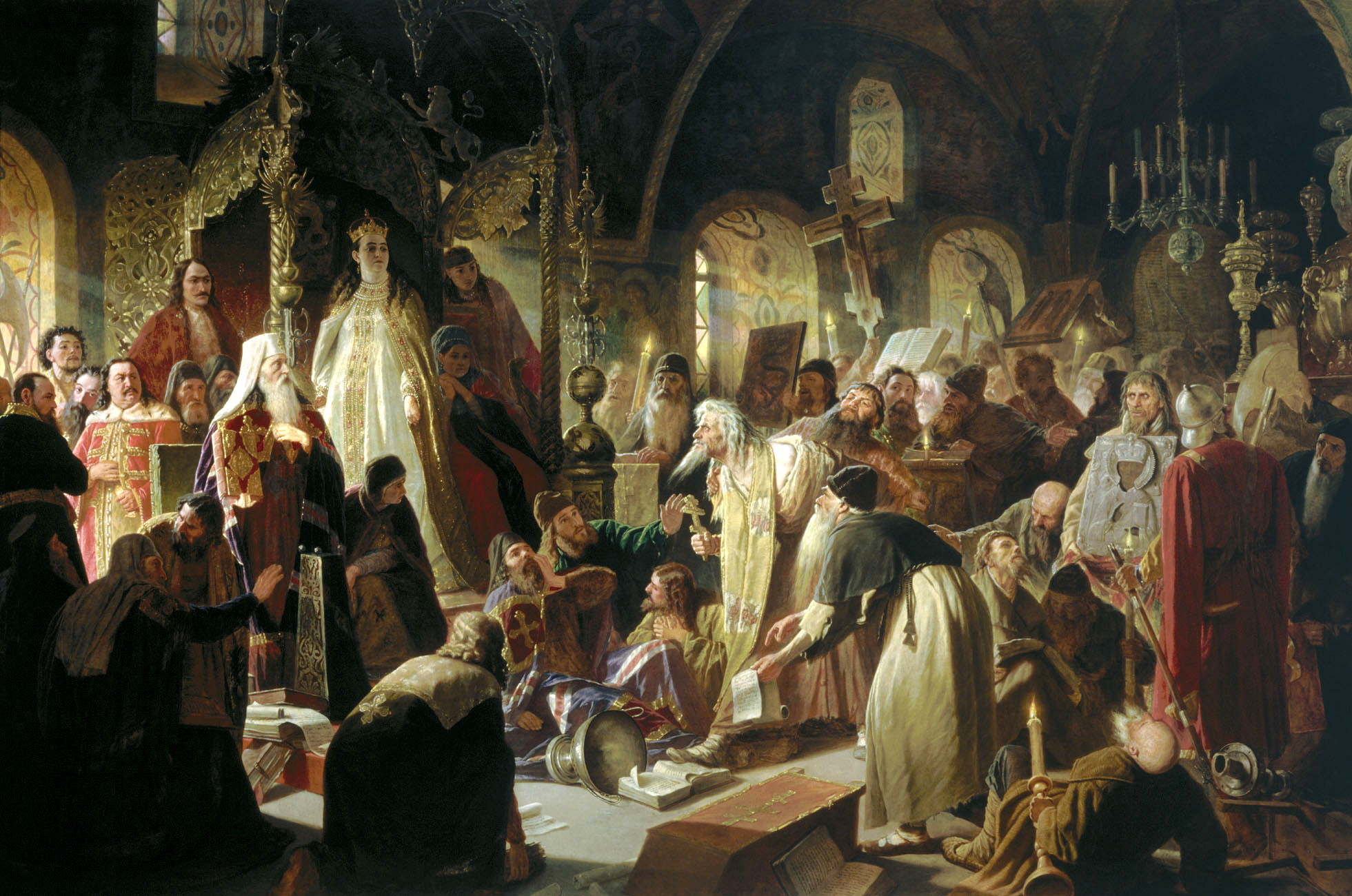
Altgläubiger Priester Nikita Pustosviat im Streitgespräch mit Patriarch Joachim in Glaubensfragen, Gemälde von Wassili Grigorjewitsch Perow, 1880 (im Hintergrund steht der Doppelthron aus Silber)
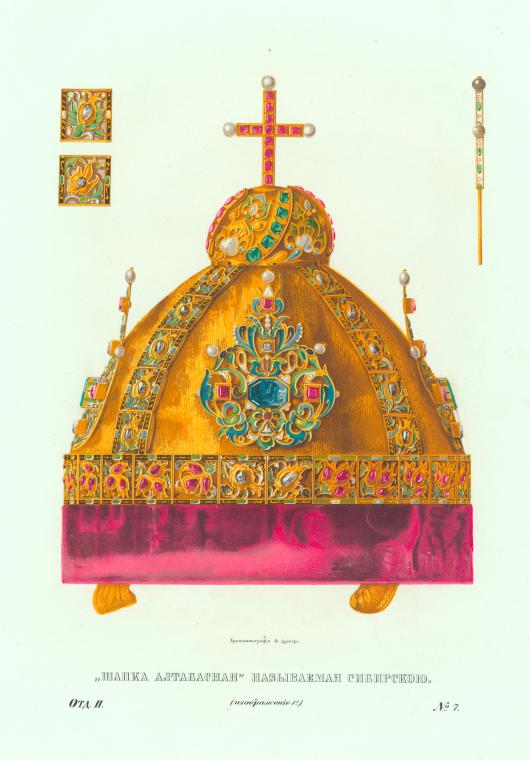
Bild der Krone Altabas, um 1835
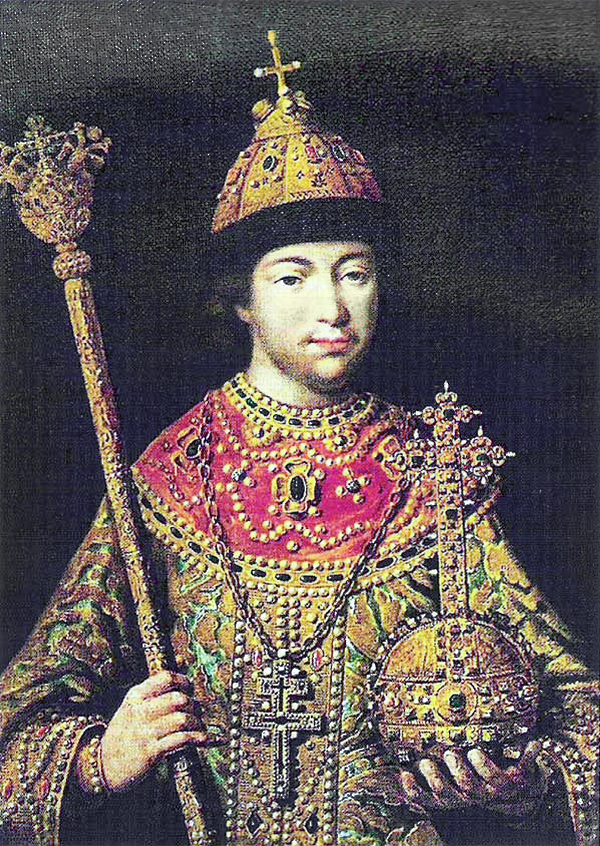
Junger russischer Zar mit der Mütze des Monomach, Szepter von  Alexei I. und Reichsapfel von Boris Godunow
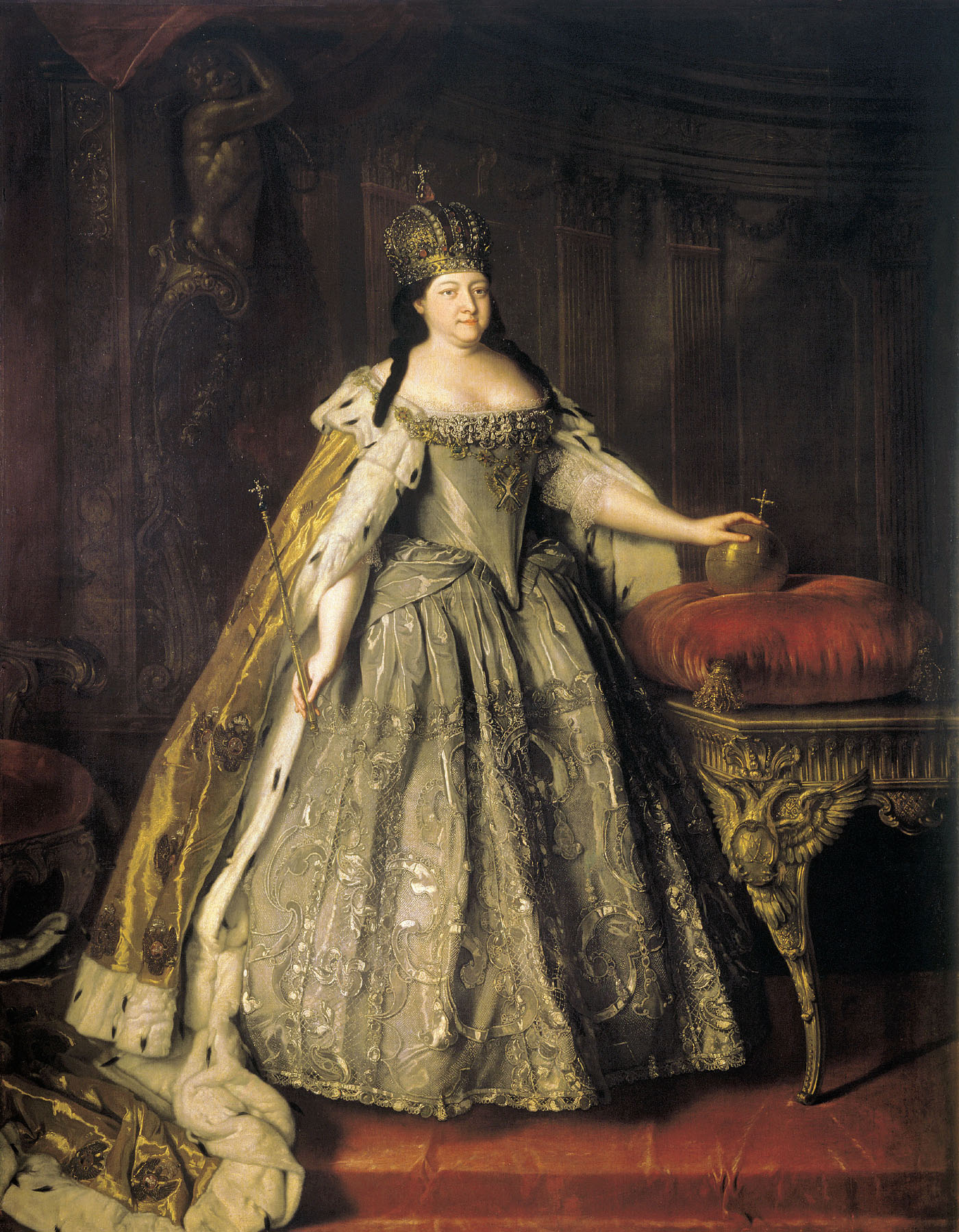
Zarin Anna mit ihrer Krone, Gemälde von Louis Caravaque
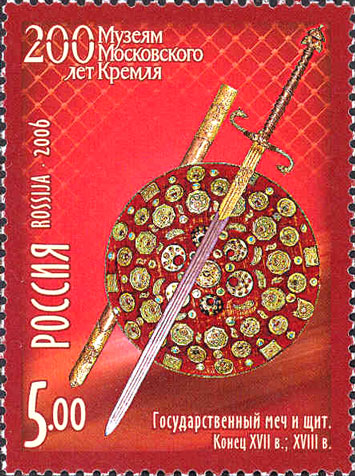
Schwert und Schild auf Russischer Briefmarke
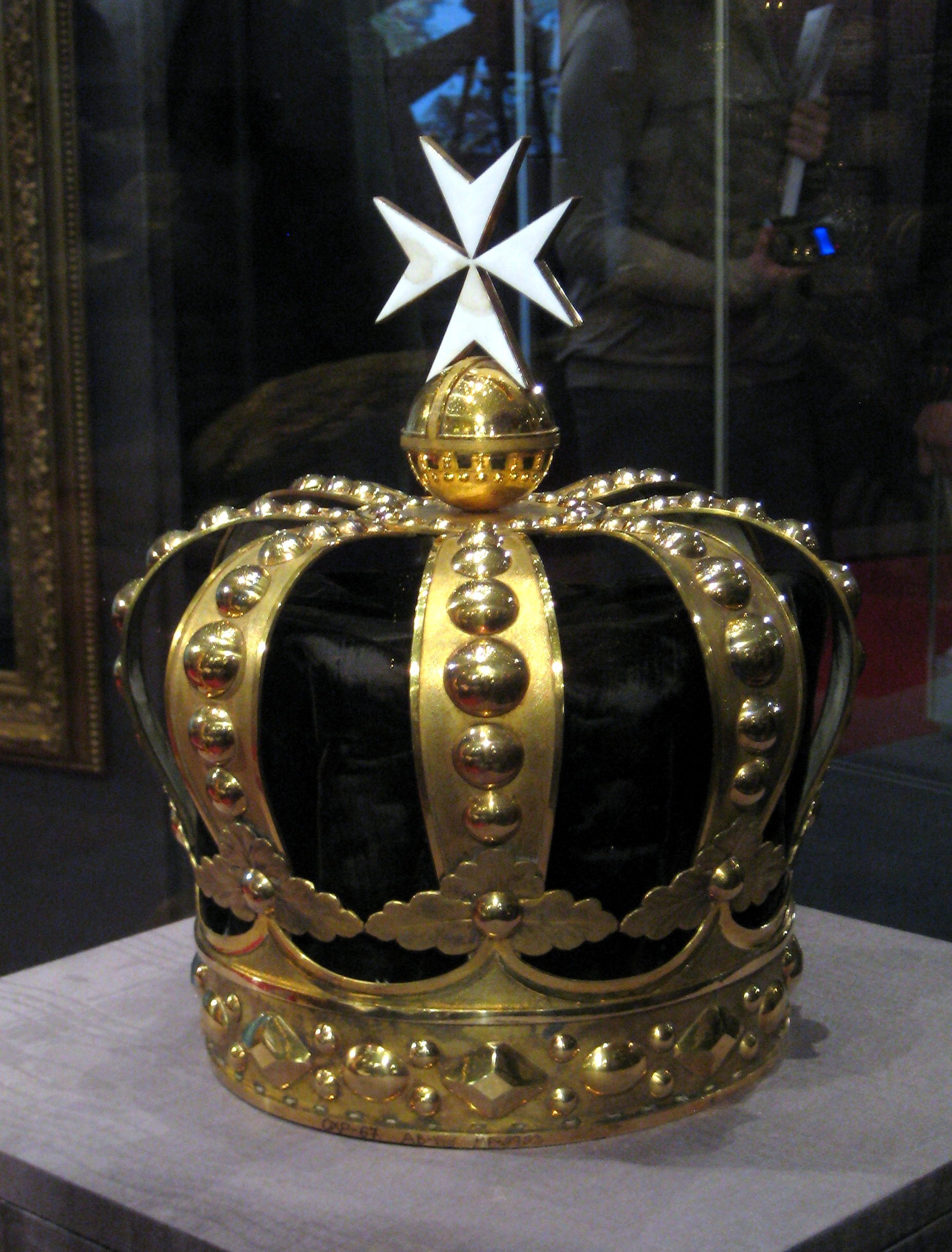
Malteserkrone von Zar Paul I. im Kreml
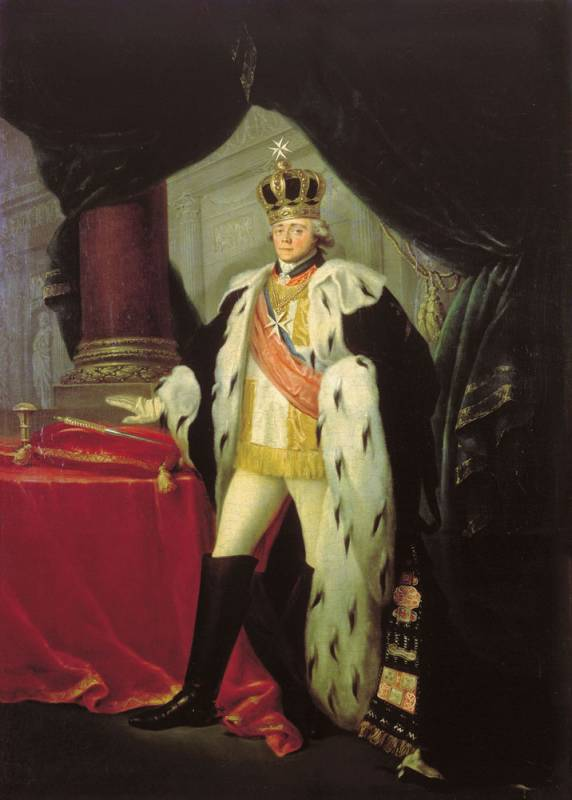
Zar Paul I. als Großmeister des Malteserorden. Porträt von S.Tonci
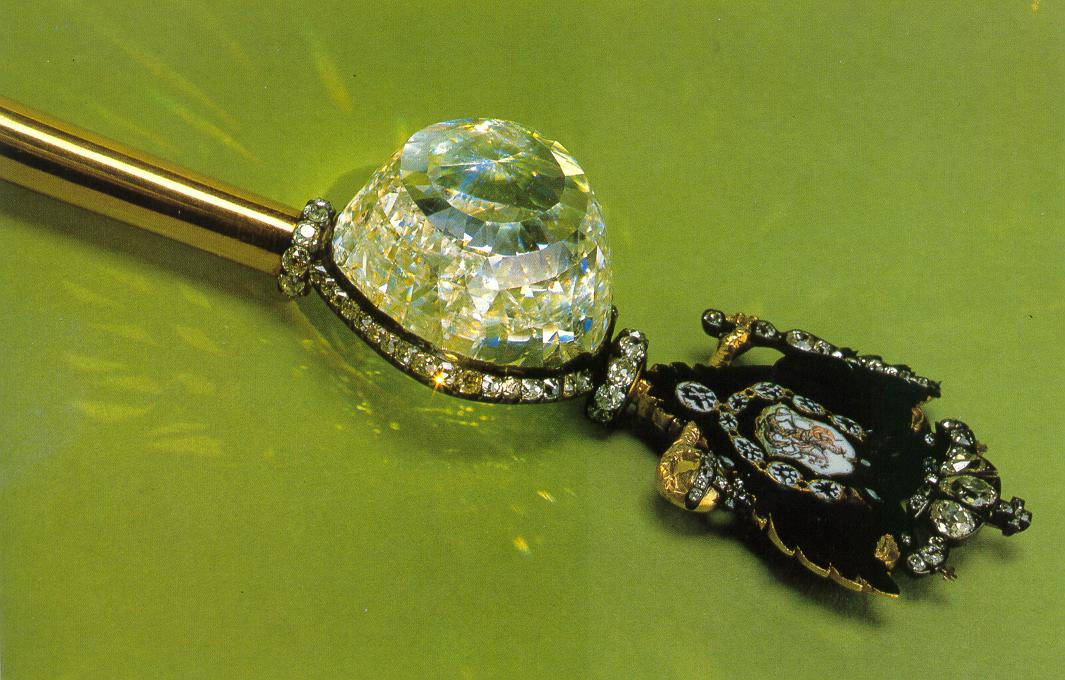
Orlow-Diamant im goldenen Zepter der russischen Zaren
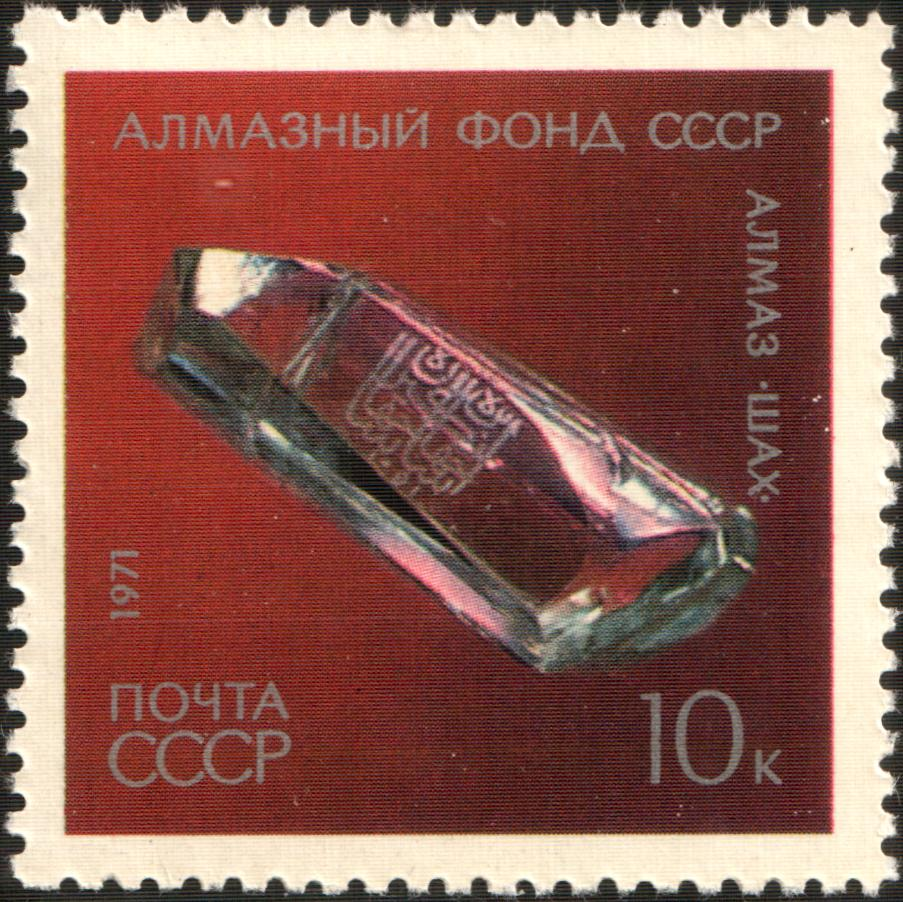
Shah-Diamant, Briefmarke von 1971